# Дюнкерк-Эст
Дюнке́рк-Эст (фр. Dunkerque-Est) — упразднённый кантон во Франции, регион Нор — Па-де-Кале, департамент Нор. Входил в состав округа Дюнкерк.
В состав кантона входили коммуны (население по данным Национального института статистики за 2011 год):
- Бре-Дюн (4637 человек)
- Дюнкерк (часть присоединённых коммун Мало-ле-Бен и Розендаэль) (17 404 человек)
- Зюйдкоот (1687 человек)
- Леффренкук (4446 человек)
- Тетегем (7001 человек)
- Юксем (1344 человек)

## Экономика
Структура занятости населения (без учёта Дюнкерка):
- сельское хозяйство — 1,9 %
- промышленность — 24,8 %
- строительство — 6,1 %
- торговля, транспорт и сфера услуг — 27,3 %
- государственные и муниципальные службы — 39,9 %

Уровень безработицы (2010) — 12,4 % (Франция в целом — 12,1 %, департамент Нор — 15,5 %). 

Среднегодовой доход на 1 человека, евро (2010) — 27 281 (Франция в целом — 23 780, департамент Нор — 21 164).

## Политика
Дюнкерк-Эст отличается от всех остальных кантонов «Большого Дюнкерка» более правыми взглядами. На президентских выборах 2012 г. жители кантона отдали в 1-м туре Франсуа Олланду 28,5 % голосов против 26,1 % у Николя Саркози и 21,8 % у Марин Ле Пен, во 2-м туре в кантоне победил Олланд, получивший 51,0 % голосов (2007 г. 1 тур: Саркози — 40,0 %, Сеголен Руаяль — 24,6 %; 2 тур: Саркози — 54,6 %). На выборах в Национальное собрание в 2012 г. по 14-му избирательному округу департамента Нор жители кантона поддержали действующего депутата, кандидата Союза за народное движение Жана-Пьера Декуля, получившего 36,2 % голосов в 1-м туре и 51,7 % — во 2-м туре. (2007 г. 13-й округ. Франк Дерен (СНД): 1-й тур — 45,9 %, 2-й тур — 52,3 %). На региональных выборах 2010 года в 1-м туре победил список социалистов, собравший 31,8 % голосов против 21,6 % у занявшего второе место списка «правых» во главе с СНД. Во 2-м туре единый «левый список» с участием социалистов, коммунистов и «зелёных» во главе с Президентом регионального совета Нор-Па-де-Кале Даниэлем Першероном получил 49,9 % голосов, «правый» список во главе с сенатором Валери Летар занял второе место с 28,6 %, а Национальный фронт Марин Ле Пен с 21,4 % финишировал третьим.
|  | Кандидат          | Партия                  | % голосов |
|  | ----------------- | ----------------------- | --------- |
|  | Ален Ванваэфелган | Социалистическая партия | 53,22     |
|  | Поль Кристоф      | Новый центр             | 46,78     |

|  | Кандидат      | Партия                    | % голосов |
|  | ------------- | ------------------------- | --------- |
|  | Даниель Тинон | Социалистическая партия   | 53,56     |
|  | Франк Дерен   | Союз за народное движение | 46,44     |